# Never Say Never: The Remixes
Never Say Never: The Remixes ist das zweite Remixalbum des kanadischen Musikers Justin Bieber. Es erschien am 14. Februar 2011 und begleitete die Veröffentlichung des 3D-Musikfilms Justin Bieber: Never Say Never, welcher am 11. Februar 2011 in den USA in den Kinos anlief. In Deutschland, wo das Album am 18. Februar 2011 veröffentlicht worden war, erreichte es Platz 72 der Charts. In den USA erlangte es Position eins, womit es Biebers zweites Nummer-eins-Album darstellte. Die CD umfasst insgesamt sieben Lieder, wobei vier davon Remixe von Titeln seines ersten Studioalbums My World 2.0 und einer eine Live-Performance mit Miley Cyrus ist. Zwei Songs waren neu, wobei „Never Say Never“ bereits als Titelsong zum Film Karate Kid verwendet worden war.

## Hintergrund
Anfang Januar 2011 entstanden erstmals Gerüchte, wonach Bieber in Zusammenhang mit seinem bevorstehenden Kinofilm Justin Bieber: Never Say Never neue Musik veröffentlichen wird. Am 6. Januar gab der Manager des Sängers, Scooter Braun, bekannt, dass die Fans neue Musik für den Zeitraum um Valentinstag erwarten könnten. Im Januar sagte zudem Songwriterin Diane Warren, dass sie die Arbeiten an einem Lied namens „Born to Be Somebody“ kürzlich beendet habe. Der Titel solle auf einem Album zur Unterstützung von Biebers Film erscheinen. Auch Musiker Ester Dean bestätigte, dass sie in ein musikalisches Projekt in Bezug auf Biebers Film involviert sei. Die Country-Band Rascall Flats sowie der Pop- und R&B-Musiker Chris Brown hatte bereits 2010 bestätigt, mit dem kanadischen Sänger an neuer Musik zu arbeiten. Dabei ging es jedoch zunächst nicht um Lieder für ein Remixalbum Biebers, sondern generell um eine musikalische Zusammenarbeit für ein nachfolgendes Studioalbum des Sängers.
Am 31. Januar wurde in einer offiziellen Mitteilung bestätigt, dass in Begleitung zu dem bevorstehenden Film ein Musikalbum veröffentlicht werden wird, welches ab dem 14. Februar, dem Montag nach dem Wochenende des Kinostartes, erhältlich sein wird.

## Titelliste
| #  | Titel                                                        | Songwriting | Produktion                       | Länge |
| -- | ------------------------------------------------------------ | --- | -------------------------------- | ----- |
| 1. | Never Say Never (feat. Jaden Smith)                          | Adam Messinger, Nasri Atweh, Justin Bieber, Thaddis Harrell, Jaden Smith, Omarr Rambert | The Messengers                   | 3:47  |
| 2. | That Should Be Me (feat. Rascal Flatts) (Remix)              | Nasri Atweh, Adam Messinger, Luke Boyd, Justin Bieber | The Messengers                   | 3:50  |
| 3. | Somebody to Love (feat. Usher) (Remix)                       | Jonathan Yip, Jeremy Reeves, Ray Romulus, Heather Bright, Justin Bieber | The Stereotypes                  | 3:40  |
| 4. | Up (feat. Chris Brown) (Remix)                               | Nasri Atweh, Adam Messinger, Justin Bieber | The Messengers                   | 3:55  |
| 5. | Overboard (feat. Miley Cyrus) (live)                         | Waynne Nugent, Kevin Risto, Dapo Torimiro, Taurian Shropshire, Justin Bieber | Midi Mafia, Dapo Torimiro        | 5:07  |
| 6. | Runaway Love (feat. Kanye West & Raekwon) (Kanye West Remix) | Melvin Hough II, Rivelino Wouter, Timothy Thomas, Theron Thomas, Justin Bieber, Dalvin DeGrate, Donald DeGrate, Dennis Coles, Robert Diggs, Gary Grice, Lamont Hawkins, Isaac Hayes, Jason Hunter, Russell Jones, David Porter, Clifford Smith, Corey Woods | Kanye West                       | 4:47  |
| 7. | Born to Be Somebody                                          | Diane Warren | Jan Smith, Brandon Blue Hamilton | 3:01  |

Samples
- „Runaway Love“ – „Freek’n You“ (Remix) von Jodeci & „C.R.E.A.M.“ des Wu-Tang Clan

## Rezeption
Margaret Wappler bewertete das Album grundsätzlich positiv und sagte dazu, dass die „cleverste Qualität des Albums die hohe Anzahl an verschiedenen Aspekten der Popmusik ist, wobei nie die Reinheit von Biebers Begeisterung verdorben wird, welche sowohl Cartoon-artig als auch unverfälscht ist“. Zudem hob sie die nach ihrer Meinung positive Auswahl an Gastmusikern hervor. So bediene er mithilfe von Jaden Smith und Miley Cyrus sowohl seine Fans im Teenager-Alter, wobei er durch Kanye West und Raekwon gleichzeitig auch Glaubwürdig bei den „coolen Kids“ erwerbe. Trotzdem neutralisiere Bieber durch seine „Unschuld“ jegliche Art an Sexappeal, die West und Raekwon herausbildeten. Sabrina Cognate war der Meinung, dass das Album, welches „den Teenager-Traum legitimiere“, trotz lediglich sieben Titeln die Kürze mit Elan ersetze. Zudem wäre das Album für „Personen aus allen Gesellschaftsschichten“ geeignet.

## Kommerzieller Erfolg

### Chartplatzierungen
Das Album debütierte mit 165.000 verkauften CDs auf Platz eins der Billboard 200. Damit war es Biebers zweites Nummer-eins-Album in den USA und das erste Remixalbum seit J to tha L-O!: The Remixes von Jennifer Lopez (2002). Zum damaligen Zeitpunkt befanden sich zudem vier Alben von Bieber in den Top 40 der USA (My World Position 31, My World 2.0 Platz acht und My Worlds Acoustic Rang 18), womit er seit Garth Brooks 1993 der erste Künstler war, dem dies gelang. In der zweiten Woche fiel das Album mit 102.000 verkauften Einheiten auf Rang zwei (hinter 21 von Adele). Da Biebers Debütalbum in der zweiten Wochen auf Platz fünf stieg, war er seit April 2010 der erste Musiker, dem es gelang, zwei Alben in den Top Five der USA zu platzieren. Damals hatte er mit seinen Veröffentlichungen „My World“ und „My World 2.0“ diese von Nelly 2004 aufgestellte Bestmarke erreicht.
| ChartsChartplatzierungen       | Höchstplatzierung | Wochen |
| ------------------------------ | ----------------- | ------ |
| Deutschland (GfK)              | 72 (4 Wo.)        | 4      |
| Kanada (MC)                    | 1 (18 Wo.)        | 18     |
| Schweiz (IFPI)                 | 61 (10 Wo.)       | 10     |
| Vereinigte Staaten (Billboard) | 1 (38 Wo.)        | 38     |
| Vereinigtes Königreich (OCC)   | 17 (4 Wo.)        | 4      |

| ChartsJahrescharts (2011)      | Platzierung |
| ------------------------------ | ----------- |
| Vereinigte Staaten (Billboard) | 28          |

### Auszeichnungen für Musikverkäufe
In den USA erhielt das Album eine Platin-Schallplatte für 1.000.000 abgesetzte CDs.
| Land/Region                 | Auszeichnungen für Musikverkäufe (Land/Region, Auszeichnung, Verkäufe) | Verkäufe  |
| --------------------------- | ---------------------------------------------------------------------- | --------- |
| Brasilien (PMB)             | Platin                                                                 | 40.000    |
| Dänemark (IFPI)             | Gold                                                                   | 10.000    |
| Golf-Kooperationsrat (IFPI) | Gold                                                                   | 3.000     |
| Kanada (MC)                 | Platin                                                                 | 80.000    |
| Vereinigte Staaten (RIAA)   | Platin                                                                 | 1.000.000 |
| Insgesamt                   | 2× Gold · 3× Platin ·                                                  | 1.133.000 |

Hauptartikel: Justin Bieber/Auszeichnungen für Musikverkäufe